# الجبار (كوكبة)
كوكبة الجبار أو كما كانت تعرف قديماً الجوزاء (باللاتينية: Orion)، هي واحدة من كوكبات السماء الحديثة الثمانية والثمانين، وإحدى أشهر الكوكبات في الثقافات الإنسانية القديمة وأكثرها رواجاً بين هواة الفلك. كوكبة الجبار هي واحدةٌ من أشهر الكوكبات السماوية لوضوحها الكبير وشدَّة لمعان معظم نجومها، ويجعل ذلك تمييزها سهلاً حتى في حال وجود تلوث ضوئي عالٍ، كما أنَّ هيئتها - التي تخيَّلها الناس منذ القدم - واضحةٌ كثيراً كمحارب يقف حاملاً سلاحه وعلى خصره حزام من ثلاثة نجوم. وتشمل الكوكبة أيضاً عدداً من الأجرام الهامة والمعروفة، من أبرزها سديم الجبار - أحد أشهر سدم السماء - وسديم رأس الحصان وسديم اللهب، بالإضافة إلى نجمي رجل الجبار (سادس ألمع نجوم السماء جميعاً) ومنكب الجوزاء (الثامن)، وسيف الجبار.
لا تعد الجبار بين كوكبات نصف الكرة الشمالي ولا الجنوبي، بل هي تُعتبر من كوكبات خط الاستواء السماوي، حيث أن جزءاً متساوياً تقريباً منها يقع على جانبي خط الاستواء، ومن ثم فيُمكن رؤية نصف منها من كلا القطبين الجنوبي والشمالي، ويُمكن رؤيتها بكاملها من دوائر عرض عالية نسبياً نتيجة لهذا (لكنها تكون قريبة من الأفق).
نسج القدماء - خصوصاً العرب والإغريق وغيرهم - الكثير من الأساطير المختلفة حول كوكبة الجبار، فتخيَّلوها على هيئة إنسانٍ واقفٍ يحمل في إحدى يديه ترساً وبالأخرى هراوة يقاتل بها الثور المتمثّل بكوكبة الثور، ووراءه كلباه: الكلب الأصغر والكلب الأكبر، كما أن هناك أساطيراً عدَّة تصف حادثة مقتله وعلاقتها بكوكبة العقرب. وقد رسم القدماء بالنُّجوم الكثير من التفاصيل للكوكبة، فجعلوا النجوم الثلاثة الأفقية في وسطها حزاماً، والثلاثة العامودية تحتها سيفاً، وأما قوس النجوم على يمين الكوكبة فهو القوس أو الترس الذي يحمله المحارب.

## الاستخدام في الملاحة

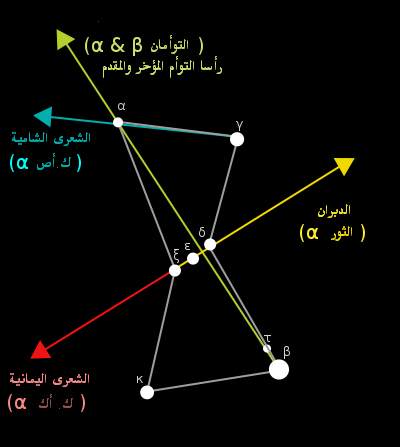
كيفيّة العثور على بعض النجوم بواسطة كوكبة الجبار. فمثلاً يؤدي امتداد خط النجوم الثلاث: المنطقة والنظام والنطاق إلى الشعرى اليمانية.

يُمكن أن تكون كوكبة الجبار مُفيدة في الملاحة لتحديد مواقع بعض النجوم. ومِما يجعلها خياراً جيداً لتحديد الاتجاهات هو وضوحها الشديد، حيث أنها كوكبة كبيرة نسبياً (ترتيبها 26 على الكوكبات الـ88 من حيث الحجم، وتبلغ مساحتها 1.44% من حجم السماء كلها). والكثير من نجومها لامعة، إذ إنَّ ثمانيةً من نجومها ألمع من القدر الثالث، وخمسة منها ألمع من القدر الثاني. ويُمكن العثور على أكثر من نجم بواسطة كوكبة الجبار، فبمدّ خط وهمي عبر نجوم حزام الجبار الثلاثة يُمكن العثور على نجمين: في حال مُد الخط باتجاه اليمين (وكانت الكوكبة ظاهرة كما هي في الصورة، أما لو قُلبت - في حال الرَّصد من نصف الأرض الجنوبي أو الرصد قبيل غروب الكوكبة - فيجب مد الخطوط بالاتجاه المُعاكس) فبتتبّعه يُمكن الوصول إلى نجم الدبران، أما بتتبّعه إلى اليسار فيُمكن الوصول إلى نجم الشعرى اليمانية. وبمد خط بين نجمي رجل الجبار ومنكب الجوزاء (ألمع نجمان في الكوكبة، راجع الخريطة حيث يظهر بجانبهما رمزا: "α" و"β") إلى الأعلى يُمكن الوصول إلى نجم رأس التوأم المؤخر، ومن ثم إلى رأس التوأم المقدم. ويُمكن مد خط بين المنكبين باتجاه اليسار للعثور على الشعرى الشامية، والمنكبان هما النجمان اللامعان الذين يقعان في أعلى الكوكبة، واسماهما: منكب الجوزاء والمرزم (راجع خريطة الكوكبة، حيث يظهر بجانبهما هذان الرمزان: "α" و"γ").
وأيضاً، يُمكن العثور على نجم الشمال الحالي (الجدي) بواسطة كوكبة الجبار. وذلك بمد خط وهمي بين نجمي المرزم والسيف، ويجب أن يبدأ الخط من نجم السيف ثم يتجه إلى منكب الجوزاء (أو بالإمكان عند تتبع الخط الاتجاه إلى الأعلى بالنسبة لصورة كوكبة الجبار)، سوف يمر الخط على مسافة بعيدة قليلاً من نجم الجدي لكنها تسمح بملاحظته دون صعوبة كبيرة. وهذه الطريقة مُفيدة لأن كوكبة الجبار لامعة وملاحظتها سهلة، في حين أن نجم الجدي يُعد خافتاً قليلاً ورصده صعب في المدن. وعموماً كوكبة الجبار سهلة الملاحظة، لكن وحتى بالنسبة للنجوم نفسها: يبلغ القدر الظاهري للجدي 2 تقريباً في حين أن قدر المرزم هو 1.65، أما السيف فهو خافت بعض الشيء أيضاً حيث يبلغ قدره الظاهري ما يُقارب الـ2.

## التقسيمات الفرعية

### حزام الجبار

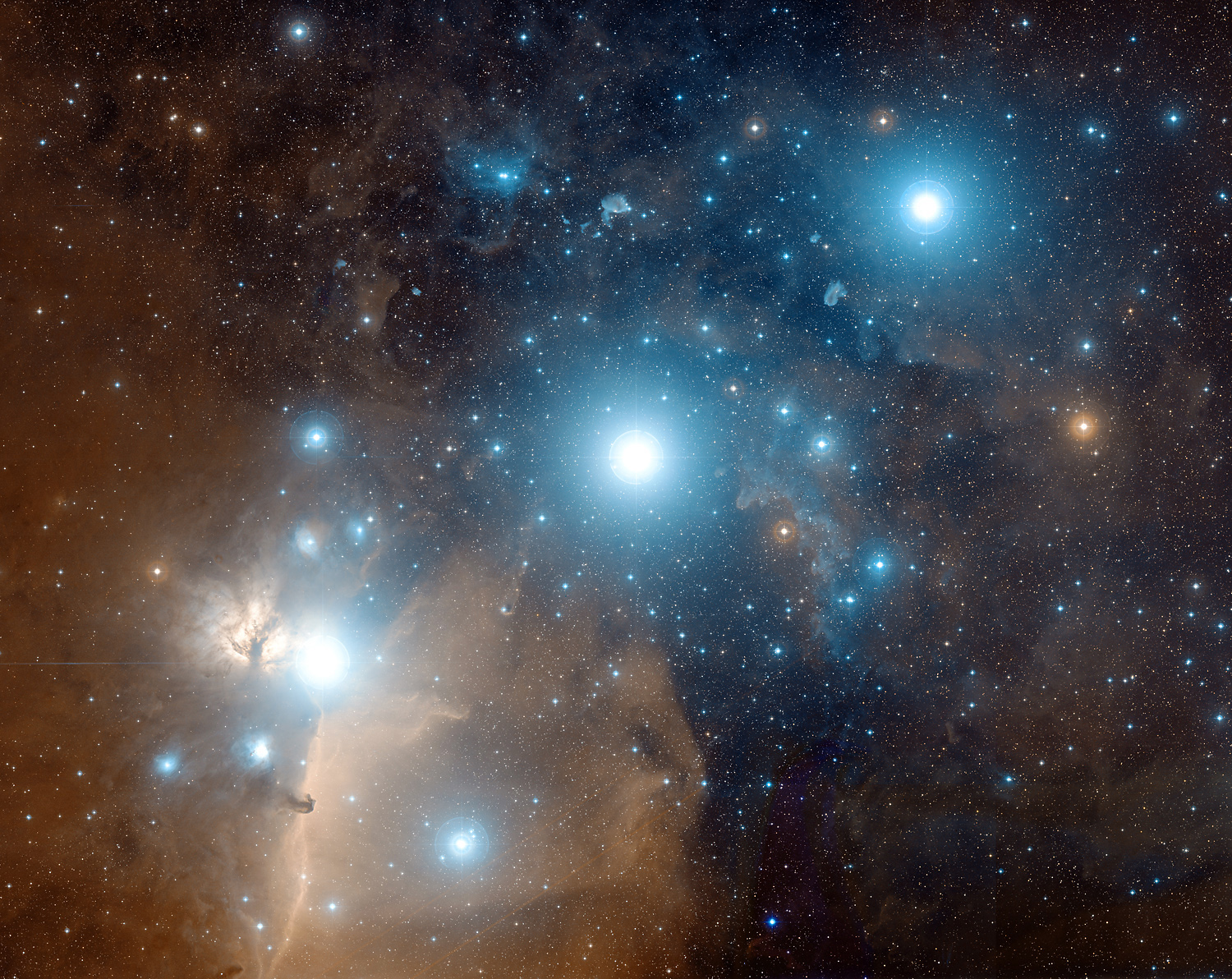
صورة مُقرّبة لحزام الجبار، تظهر فيها السدم التي تُحيط بنجومه الثلاث. وبالرغم من أن النجم في المنتصف يبدو كأنه الأقرب، إلى أنه الأبعد في الحقيقة.

كان العرب القدماء يُسمّون النجوم الثلاثة التي توجد على خط واحد في منتصف كوكبة الجبار بـ«حزام الجبار» أو «فقار الجوزاء» أو «نظم الجوزاء» أو «نطاق الجوزاء». يتألف حزام الجبار من ثلاثة نجوم لامعة هي: النطاق والنظام والمنطقة (راجع خريطة الكوكبة، حيث تظهر هذه الرموز بجانب نجوم الحزام: "ζ" و"ε" و"δ"، وهي حروف إغريقية يُشار بها إلى النجوم، انظر تسمية باير)، وتبلغ أقدارها: 1.75 (النطاق) و1.7 (النظام) و2.25 (المنطقة). وبالرغم من أن هذه النجوم تبدو بجانب بعضها ظاهرياً، إلى أنها متباعدة جداً في الحقيقة، فيبلغ بُعد كلٍّ من هذه النجوم عن الأرض بوحدة السنة الضوئية: 800 (النطاق) و1300 (النظام) و900 (المنطقة)، أي أن أبعد نجمين في الحزام عن بعضهما ظاهرياً هُما في الحقيقة الأقرب. لكن المُحتمل أن النجوم الثلاثة قد وُلدت في نفس الوقت تقريباً (بالمقاييس الكونيّة) قبل حوالي عشرة ملايين سنة. وتُستخدم نجوم الحزام للمساعدة في العثور على نجمي الشعرى اليمانية والدبران (انظر أعلاه).
يُعتقد أن أهرامات الجيزة[ ؟ ] تُمثّل نجوم حزام الجبار، حيث أن أماكنها بالنسبة لبعضها وبالنسبة لكوكبة الأسد تُشبه كثيراً أماكن الأهرامات وأبو الهول (الذي يمثل كوكبة الأسد) بالنسبة لبعضها البعض. تتشارك وتتشابه نجوم حزام الجبار بالعديد من الصفات: فجميعها شديدة الحرارة والكتلة والضياء، وكلها نجوم زرقاء ساطعة من نوعي "O" و"B". وأيضاً، كلا النظام والنطاق عملاقان عظيمان، أما المنطقة فهو ليس عملاقاً عظيماً، لكنه مع ذلك من النجوم العملاقة ذات الحجم العادي (وكتلته ليس كبيرة بمقدار الاثنين الآخرين).

سديم اللهب.

النظام هو أكبر نجوم حزام الجبار كتلة وأشدها ضياءً، فبالرغم من أن بُعده عن النظام الشمسي يفوق بُعد النطاق بنحو 500 سنة ضوئية وبُعد المنطقة بـ400، إلا أنه أسطع من الاثنين، حيث يبلغ قدره الظاهري 1.7، ويُعادله ضياؤه 10,000 ضياء شمسي.
وحزام الجبار هو - مثل معظم كوكبة الجبار - يقع في منطقة ذات كثافة كبيرة من السدم. خصوصاً حول نجم النطّاق، حيث توجد العديد من السّدم والسّحب الغبارية في تلك المنطقة من السماء. وأشهر هذه السّدم التي حوله هو بلا شك سديم رأس الحصان، وهو سديم مظلم يحجب شعاع الضوء من سديم انبعاثي يقع خلفه هو ق.م 434. ويوجد في المنطقة أيضاً سديم أقل شهرة هو سديم الشعلة أو «سديم الشجرة الملتهبة»، وهو سديم انبعاثي يبعد عن الأرض 1,500 سنة ضوئية. ويوجد أيضاً حول نجم النظام سديم انعكاسي يُسمى «ف.ع.ج 1990».
وكل هذه السدم (باستثناء «ف.ع.ج 1990») إضافة إلى سدم أخرى في كوكبة الجبّار هي جزء من سحابة الجبار الجزيئية، وهي سحابة جزيئية عملاقة يبلغ قطرها مئات السنوات الضوئية وتبعد عن النظام الشمسي 1,500 سنة ضوئية.

### سيف الجبار

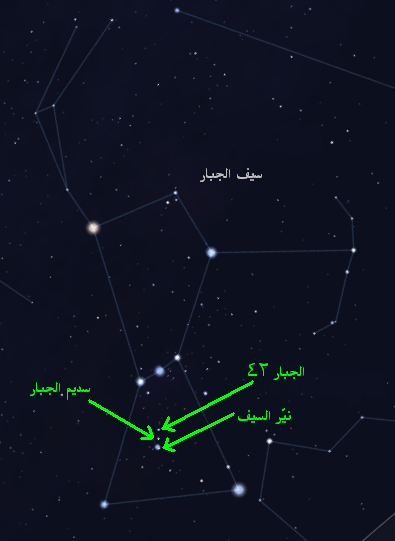
نجوم سيف الجبّار.

سيف الجبّار أو النّقط هو اسم كان يُطلقه العرب القدماء على ثلاثة أجرام تُشكل خطاً عمودياً يتدلّى تحت نجوم حزام الجبّار، وهذه الأجرام مُقسَّمة إلى ثلاثة مجموعات تبدو في السماء كثلاثة نجوم، هي: نجم الجبار 42 وسديم الرجل العداء، والنجم المتعدّد ثيتا الجبار المُسمَّى أيضاً تجمع المعين (الجبار 41 و43)، ونجم نير السيف (الجبار 44). تبلغ أقدار هذه الأجرام: 5.5 (الجبار 42) و4 (سديم الجبار) و3.7 (تجمع المعين) و2.75 (نيّر السّيف)، وكون الأخير ألمعهم فقد سُمّي بالنيّر (وهي كلمة تدل على وضوح شيء وبروزه). النجم الأول من فوق من نجوم السيف (الجبار 42) هو نجم مضاعف وساخن من نوع O6" يبعد عن الأرض ما يُقارب 240 سنة ضوئية. وأما تجمع المعين فهو أحد أشهر النجوم المتعددة في السماء ويمكن رصده حتى بالمقارب الصغيرة، وهو يسمى «ثيتا 1» أو «الجبار 41»، ويرافقه نجم آخر هو «ثيتا 2» أو «الجبار 43» وهو نجم من نوع "O" أزرق ساخن.
أما النجم الذي يقع في أسفل السيف فيُسمّى نير السيف أو «آيوتا الجبار»، وهو أسطع نجوم السيف حيث أنه عملاق أزرق ساخن وساطع للغاية من نوع "O9"، وبُعده عن الأرض غير مُحدد بدقة لكنه شديد جداً، حيث تُشير القياسات غير الدقيقة إلى أنه يبلغ 1,300 س.ض.

### رأس الجبار

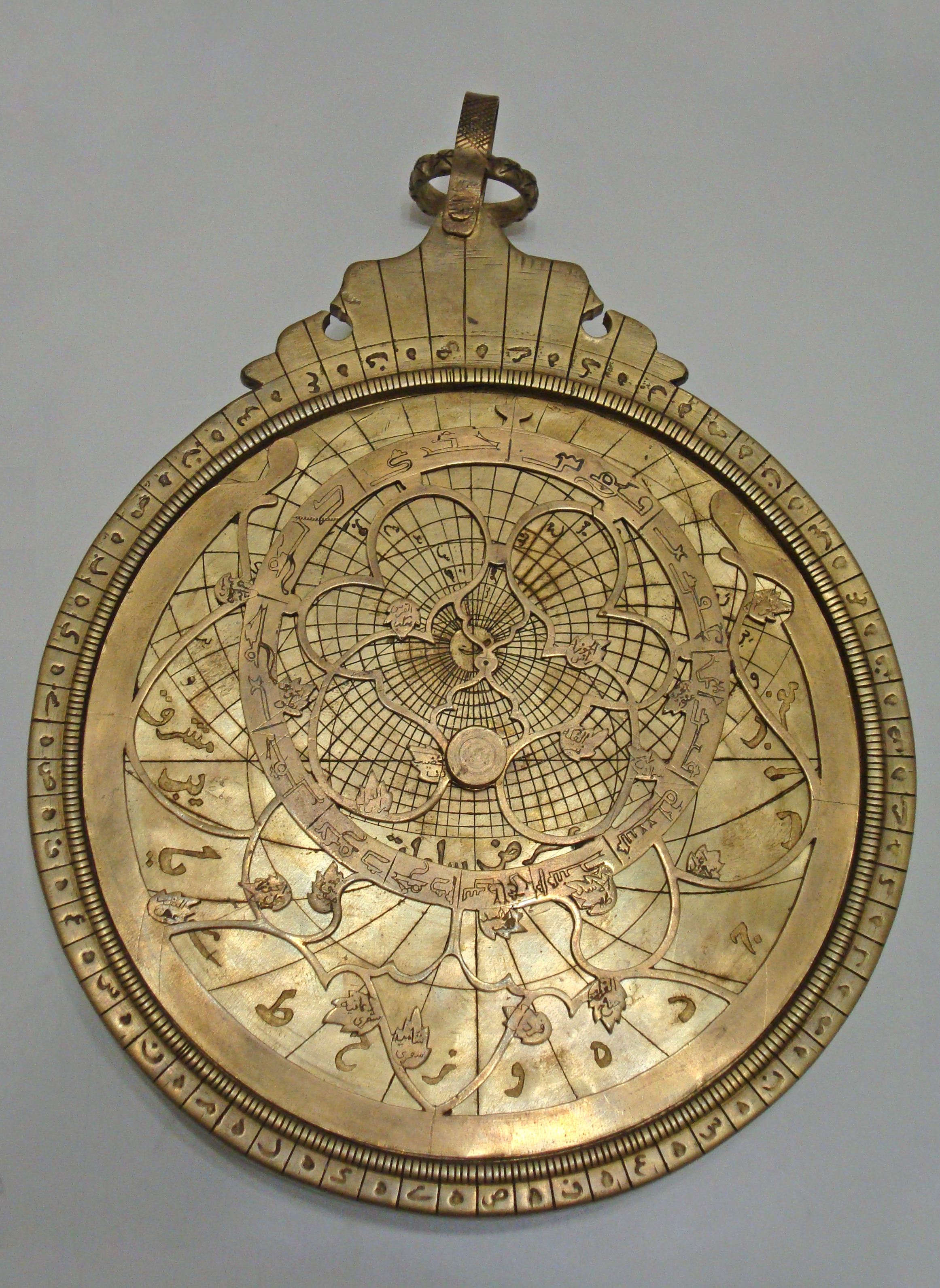
«رأس الجوزاء» على أسطرلاب

«رأس الجبار» أو كما عرفه العرب قديماً «رأس الجوزاء» أو «الهقعة» هو اسم يطلق على ثلاثة نجومٍ تقع فوق مستوى أغلب نجوم الكوكبة، تشكّل معاً ما يشبه رأساً للكوكبة، وقد كانت أحد منازل القمر التي حدَّدها قدماء العرب. ألمع النجوم الثلاثة هو الميسان، وهو نجم مضاعف يتألف من نجمين لمعانهما 3.7 و6 على التوالي، وأما النجمان الآخران فهما فاي الجبار 1 و2. وقد كان لرأس الجبار وجود في ثقافات قديمة عدة، من أبرزها العربية والبابلية والصينية والهندية، وكان يُمثٍّل عند العرب والصينيين والهنود منزلاً من منازل القمر.

### تاج الجبار
«تاج الجوزاء/الجبار» أو «ذوائب الجوزاء» هو اسم كان يُطلقه العرب القدماء النجوم التسعة التي تُشكل قوس الجبار، وهذه النجوم لا تملك أسماءً قديمة، لكنها أعطيت أرقاماً فهرسية وأسماءً دلاليّة (مثل باقي النجوم) في علم الفلك الحديث هي: "HIP 24,197" و«الجبار 15» و«الجبار 11» و«الجبار Pi1» و«الجبار Pi2» و«الجبار Pi3» و«الجبار Pi4» و«الجبار Pi5» و«الجبار Pi6».

### هراوة الجبار
توجد عند منطقة التقاء كوكبة الجبار مع درب التبانة مجموعة نجمية تُعرَف بـ«هراوة الجبار»، حيث تخيَّلها القدماء على أنها هراوة يحملها ويلوِّح بها عالياً بيده ليحارب بها الثور. يتألف رأس الهراوة من نجمي تشاي1 وتشاي2، وأما القاعدة فمن مثلث مقلوب قاعدته هي نجما نو وكسي الجبار ورأسه مو الجبار.

## أجرام الكوكبة

### النجوم
كوكبة الجبّار هي واحدة من ثلاث كوكبات فقط في السماء كلّها تملك نجمين من القدر الأوّل، حيث أن هذين النجمين هما رجل الجبار ومنكب الجوزاء (والكوكبتان الثَّانيتان هما قنطورس والصليب الجنوبي). ونجوم الجبّار هي - على غير العادة في الكوكبات السماوية - متقاربة نسبياً حتى بالواقع وليس كما تبدو بالمساء فحسب، حيث يقع معظمها على بُعد حول 1,000 سنة ضوئية من الأرض. ويعود السّبب وراء هذا إلى أن معظم نجوم الكوكبة تكوّنت من سحابة جزيئية عملاقة واحدة، هي سحابة الجبار الجزيئية. وما زال يُمكن حتى اليوم رؤية نجوم في طور التكوّن داخل سديم الجبار العظيم (أقرب حاضنة نجميّة كبيرة إلينا)، وهو أحد بقايا تلك السحابة. ومن أهم النجوم التي يُعتقد أنها تكوّنت من هذه السحابة منكب الجوزاء ورجل الجبار والسيف. وتوجد بعض مصادر الأشعة السينية في كوكبة الجبار.
الكثير من نجوم الجبّار هي نجوم ساخنة وضخمة، وهذا يجعلها تُنتج طاقة كبيرة وتستنفذ وقودها الهيدروجيني بسرعة. ونتيجة لهذا النّفاذ السريع لوقود الهيدروجين وللتوقّف المبكر عن عملية الاندماج النووي، فإن حياة هذه النجوم قصيرة حيث تُقاس ببضعة ملايين من السنين فقط، في حين أن حياة الشمس مثلاً تُقاس ببلايين السنين. والكثير من هذه النجوم قد دخلت الآن في طور الاحتضار، مثل منكب الجوزاء الذي بلغ آخر حياته الآن، ويُمكن أن ينفجر قريباً بالمقاييس الفلكيّة.

#### ألمع النجوم
- رجل الجبار: ألمع نجوم الكوكبة هو «رجل الجوزاء» والذي أصبح يُسمى حديثاً «رجل الجبار»[32] حيث يبلغ قدره الظاهري 0.12، وهو أيضاً سابع ألمع نجم في السماء كلّها. لكن بالرّغم من هذا فاسمه بحسب تسمية باير هو «بيتا الجبار» وليس «ألفا» الذي يكون عادةً اسم ألمع نجوم الكوكبة، حيث كان هذا اللقب من نصيب منكب الجوزاء عوضاً عنه، ويُعتقد أن السبب هو أن منكب الجوزاء كان ألمع من الرجل عندما أخذ الاسم (حيث أنه نجم متغير). ورجل الجبار هو عملاق عظيم أزرق[33] وأحد أكبر النجوم المعروفة،[34] وهو أيضاً نجم ثنائي أو ربما ثلاثي حتى.[33]
- منكب الجوزاء: ثاني ألمع نجوم الكوكبة هو منكب الجوزاء، وهو أيضاً عاشر ألمع نجم في السماء حيث يبلغ قدره +0.5،[35] وهو عملاق أحمر عظيم وأحد أكبر النجوم المعروفة، وهو أيضاً نجم متغير.[36] وقد بلغ منكب الجوزاء المراحل الأخيرة من حياته، حيث يُمكن أن ينفجر قريباً - بالمقاييس الفلكيّة - كمستعر أو مستعر أعظم، ويعتقد بعض الفلكيّين أنه سوف ينفجر بعد ملايين السنين، في حين يعتقد أخرون أنه يُمكن أن ينفجر في أي لحظة، لكن أياً كان فهو لا يُشكل خطراً حقيقياً على الأرض لبُعده الكبير نسبياً عنها.[37]
- المرزم: يعرف أيضاً بـ«غاما الجبار» أو «نجم الأمازون»، يقع عند كتف الجبار الأيسر وترتيبه 27 بين كافة نجوم السماء من حيث اللمعان بقدر ظاهري يبلغ 1.64، وهو يتميَّز بقربه إلى الأرض أكثر من بقية نجوم كوكبة الجبار، حيث كان يعتقد فيما مضى أنه مرتبط فيزيائياً بأغلب نجوم الكوكبة، إلى أنه تبيَّن خطأ ذلك الاعتقاد فيما بعد.[38] ينتمي المرزم إلى فئة "B" من نجوم النسق الأساسي،[39] وتبلغ كتلته 8.4 كتلة شمسية، ويُقَدَّر عمره بنحو 20 مليون عام.[40]

فيما يلي جدول يوضِّح أهم نجوم كوكبة الجبار (بترتيب لمعانها) مع أسمائها وبعض خواصِّها الفيزيائية:
| الاسم        | تسمية باير | القدر الظاهري | المسافة (بالسنة الضوئية) |
| ------------ | ---------- | ------------- | ------------------------ |
| رجل الجبار   | بيتا       | 0.18          | 773                      |
| منكب الجوزاء | ألفا       | 0.58          | 640                      |
| المرزم       | غاما       | 1.64          | 243                      |
| النظام       | إبسلون     | 1.69          | 1343                     |
| النطاق       | زيتا       | 1.74          | 817                      |
| سيف          | كابا       | 2.07          | 721                      |
| المنطقة      | دلتا       | 2.25          | 916                      |
| نير السيف    | أيوتا      | 2.75          | 1325                     |
| الثابت       | باي3       | 3.19          | 26                       |
| الجبة        | إيتا       | 3.35          | 901                      |
| الميسان      | لامبدا     | 3.39          | 1055                     |

### السدم

سديم الجبار بعدسة مقراب هبل الفضائي، أحد أشهر سدم السماء على الإطلاق.

تضمُّ كوكبة الجبار عدداً كبيراً من السدم الهامة والشهيرة، بينها ثلاثة من أجرام مسييه هي مسييه 42 و43 و78. أهم سدم الكوكبة وأحد أشهر سدم السماء لهواء الفلك هو سديم الجبار أو مسييه 42، وهو أول سديم تم تصويره في التاريخ، كما أنه يعد حاضنة نجمية. سديم الجبار هو سديم عاكس وانبعاثي في الوقت ذاته، ويقع على بُعد 1,350 سنة ضوئية تقريباً من الأرض. ويبلغ لمعانه 4 بالقدر الظاهري، ممَّا يجعله أحد ألمع سدم السماء، ولذا فإن مراقبته سهلة بالعين المجردة، وتكون أفضل بكثير بالمنظار أو المقراب. ويتبع سديمَ الجبار سديمٌ آخر أصغر حجماً، يبلغ قدره الظاهري 9، هو مسييه 43. هذا السديم هو سديم انعكاسي وانبعاثي يُطوِّق عنقوداً نجمياً، وهو قريب جداً من سديم الجبار.

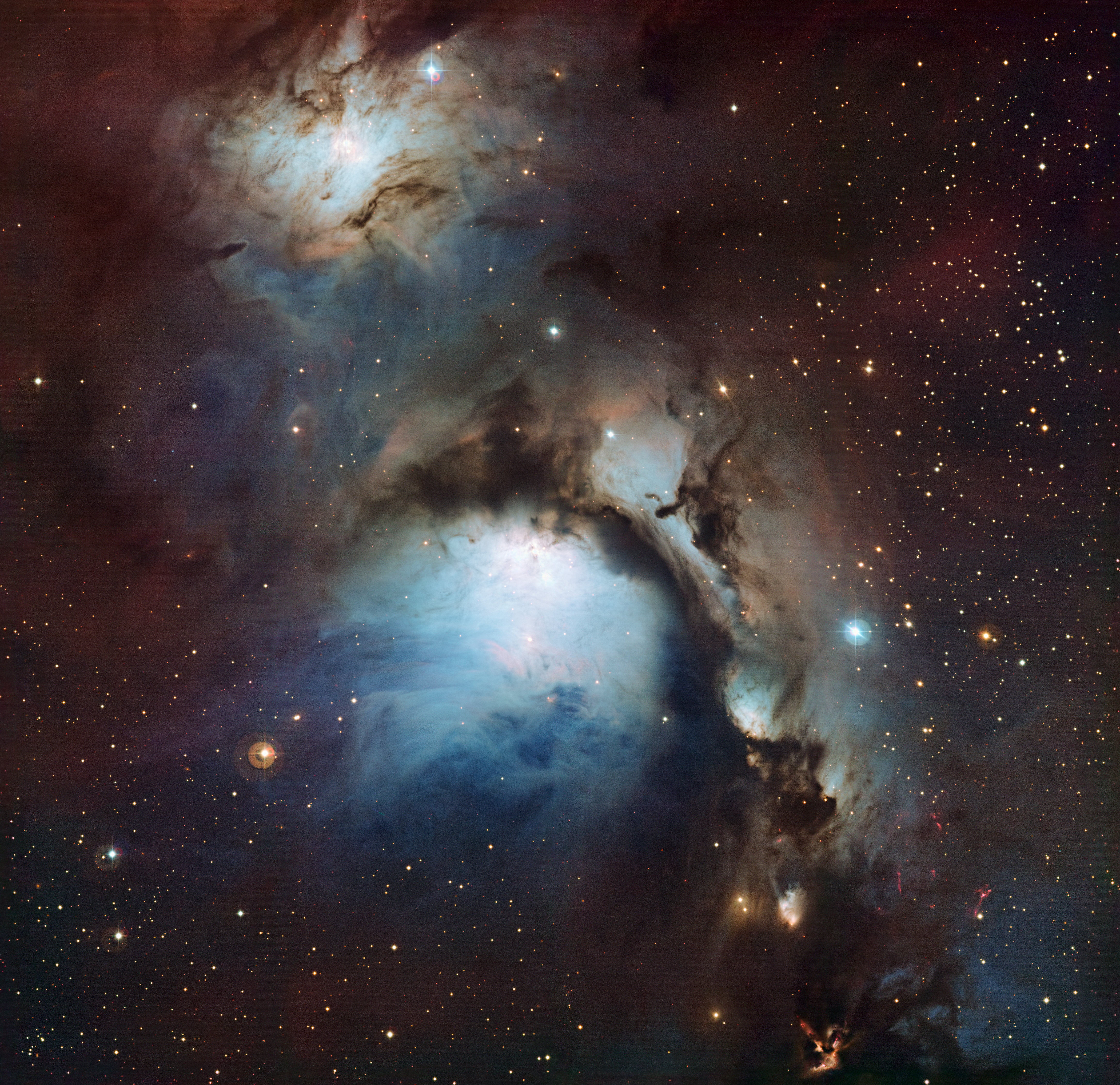
سديم رأس الحصان المظلم.

من أشهر سدم الكوكبة أيضاً سديم رأس الحصان، وهو سديم مظلم من أشهر السدم المظلمة على الإطلاق، يقع في منطقة سيف الجبار تحت حزام الجبار، على مسافة 1,500 سنة ضوئية من الأرض. يظهر السديم بسبب سديم آخر مضيءٍ خلفه، لونه زهري، وقد صوره مقراب هبل الفضائي في مناسبة ذكرى إطلاقه الحادية العشرة. ويقع على مقربة منه شرق كوكبة الجبار سديم الشعلة أو اللهب (إن جي سي 2024)، وهو حاضنة نجمية لامعة، كما أنه سديم انعكاسي يمتاز بتنوّع ألوانه التي تتراوح من الزهري إلى الأصفر والأحمر وحتى البرتقالي الغامق، التي تتناثر حول نواته المظلمة لتعطيه اسمه.
يُطوِّق حزام الجبار سديم انبعاثي كبير خافت جداً، مما يجعل رؤيته غير ممكنة بالعين المجرَّدة، يُسمَّى حلقة برنارد، وهو يظهر كفقاعة حمراء كبيرة تحيط بوسط الكوكبة، بما في ذلك منطقة سيف الجبار وسديم الجبار وسديم رأس الحصان. من سدم كوكبة الجبار المميزة الأخرى السديم الكوكبي إن جي سي 2022 الواقع شمال الكوكبة، مباشرةً أسفل نجم الميسان. وسديم مسييه 78 الانعكاسي، الذي يطوّق عنقوداً نجمياً، ويبلغ قدره الظاهري 8.3، وهو يقع بقرب حزام الجبار. وتشتمل سدم الكوكبة الأخرى إن جي سي 1999 المظلم، وإن جي سي 2174 الانبعاثي، وإن جي سي 2023 الانعكاسي، وإن جي سي 1973 و1975 و1977 (سديم الرجل العدَّاء) الانعكاسي.
يقع ضمن كوكبة الجبار ما يعرف باسم سحابة الجبار الجزيئية، وهي سحابة جزيئية عملاقة تقع في مجرة درب التبانة، على بعد نحو 1,600 سنة ضوئية من المجموعة الشمسية. تضمُّ هذه السحابة عدداً كبيراً من أهم وأبرز سدم كوكبة الجبار، مثل سديم الجبار (مسييه 42) ومسييه 43 وحلقة برنارد ومنطقة سديم رأس الحصان وسديم الشعلة ومجموعة سدم إن جي سي 1973 و1975 و1977.

### زخات الشهب

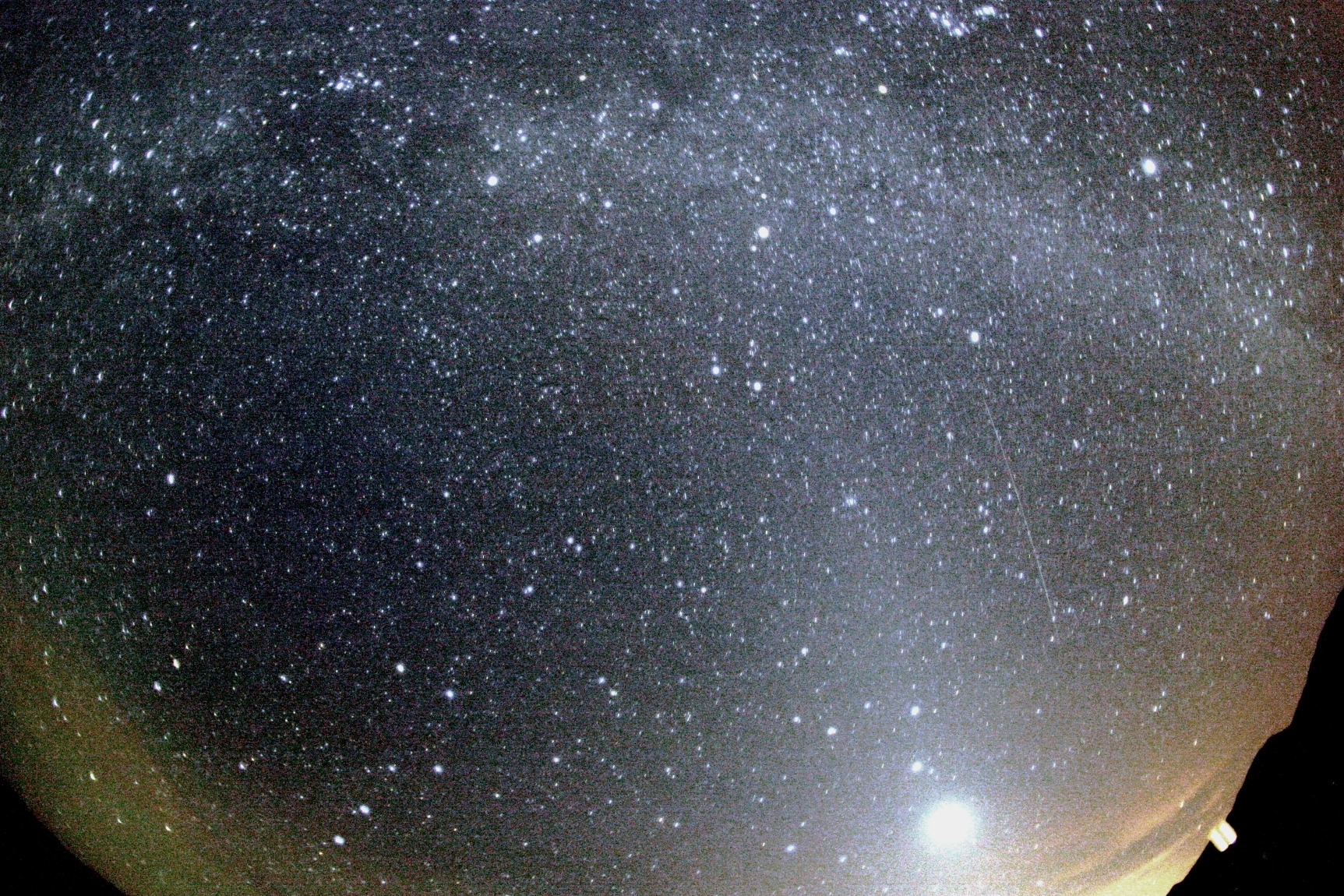
لقطة بعدسة عين السمكة لزخة شهب الجباريات.

تشهد رقعة كوكبة الجبار زخة شهب دورية في منتصف إلى أواخر شهر أكتوبر من كل عام، تُسبِّبها بقايا مذنب هالي، وهي تُسمَّى زخة شهب الجباريات نسبة إلى الكوكبة التي تُشَاهَد فيها. وهي تُعَدّ منذ سنة 2006 إحدى أفضل زخات الشهب السنوية، حيث تصل أحياناً إلى معدل 60 شهاباً في الساعة. تصل الزخة ذروتها عادةً بين يومي 20 و22 من أكتوبر، ومعدَّلها المعتاد هو 20 شهاباً في الساعة لنصف الأرض الشمالي و40 شهاباً لنصف الأرض الجنوبي.

### المجرات والعناقيد النجمية

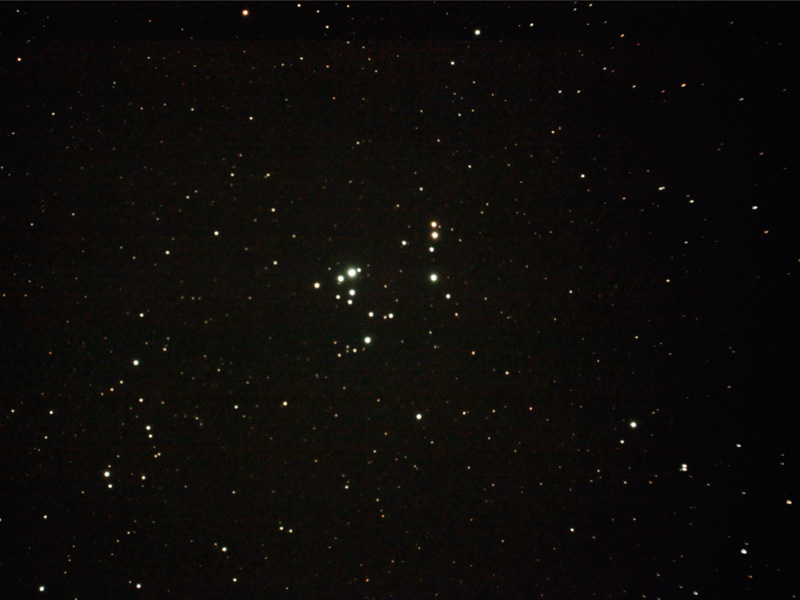
عنقود إن جي سي 2169 النجمي في كوكبة الجبار.

ثمة عناقيد (تجمُّعات) نجمية مفتوحة قليلة وخافتة في كوكبة الجبار، من أهمِّها (بحسب أرقامها في الفهرس العام الجديد وأقدارها الظاهرية): 1662 (6.4)، 1980 (2.5)، 1981 (4.2)، 2112 (9.1)، 2141 (9.4)، 2169 (5.9)، 2175 (6.8)، 2186 (8.7)، 2194 (8.5). كما اكتشف حديثاً في الكوكبة عنقود المعيَّن النجمي الواقع ضمن منطقة سديم الجبار.
توجد في الكوكبة مجرات قليلة لامعة أو معروفة، ورصد أغلبها صعبٌ بتلسكوبات الهواة الصغيرة.

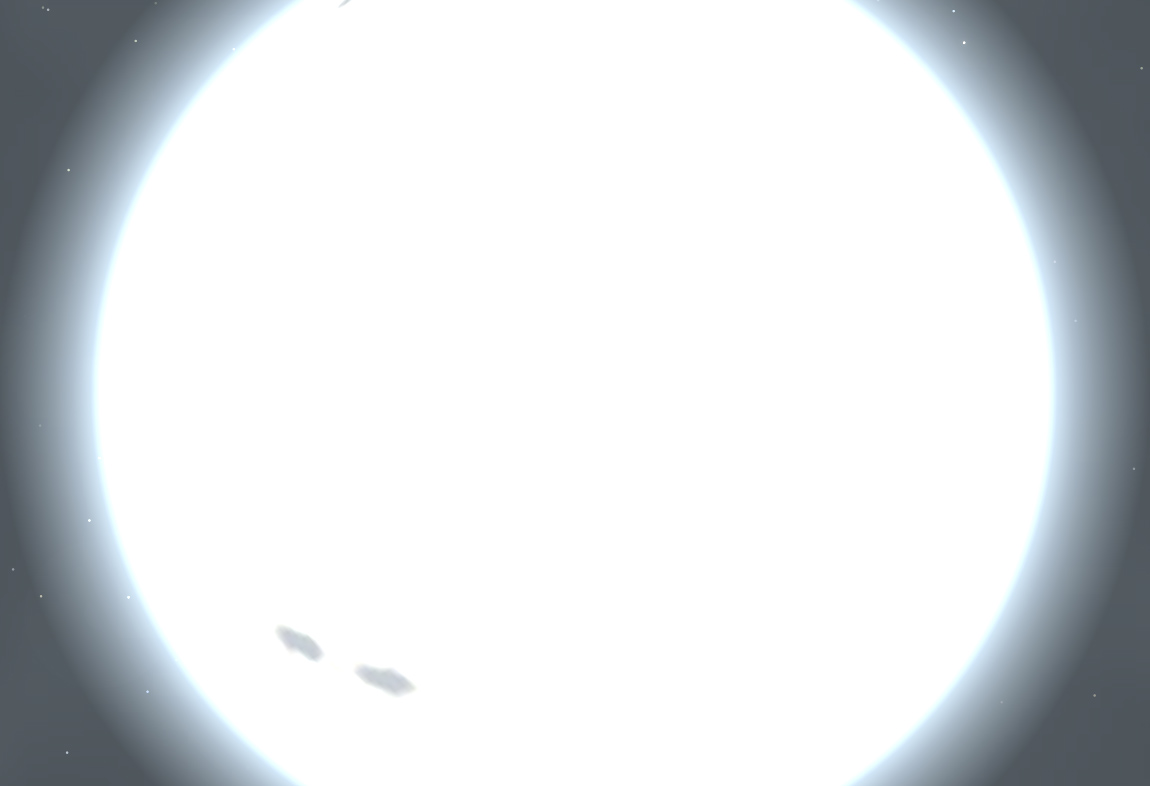
نموذج ثلاثي الأبعاد لنجم رجل الجبار، أحد أهم النجوم المضاعفة في الكوكبة.

### النجوم المتعددة
من بين قائمة النجوم المضاعفة المائة التي أعدَّتها الرابطة الفلكية (بالإنجليزية: The Astronomical League)‏ لهواة الفلك، توجد تسعة نجوم تقع في كوكبة الجبار. أهمُّ هذه النجوم ربما هو رجل الجبار (ألمع نجوم الكوكبة)، حيث يبلغ لمعان نجميه 0.1 و6.8 قدر ظاهري على التوالي، وتفصلهما مسافة 9.5 ثانية قوسية عبر السماء، وهما هدف سهل وبسيط للهواة. كما من أبرز النجوم المضاعفة في كوكبة المنطقة، والميسان، ونير السيف. ويوجد في كوكبة الجبار أكثر من 85 نجماً مضاعفاً بأقدار ظاهرية تبلغ 8.5 أو أقل. وأما النجوم المتعددة فأفهمُّها وأشهرها هو ثيتا الجبار المعروف باسم تجمع المعين، كما أن نجمي النطاق وسيغما الجبار هما نجمان ثلاثيان.

## الأساطير القديمة

### العرب

رسم الفلكي عبد الرحمن الصوفي للكوكبة في كتابه صور الكواكب الثمانية والأربعين.

عرف قدماء العرب كوكبة الجبار باسم كوكبة الجوزاء، وقد ذكر الراجز أنَّها كانت تسمى بين العامة الميزان، وهو اسم لم يرد ذكره عند ابن قتيبة والمرزوقي، بينما أشار سليمان المهري إلى الكوكبة به في كتابه «العمدة المهرية»، حيث قال: «الجوزان تُسمَّى الميزان والنظم» (وقد يكون استبدال النون بهمزة «الجوزاء» مجرَّد خطأٍ من ناسخ المخطوطة). كما وتُسمَّى الكوكبة اليوم في نجران وما حولها من مناطق جنوب شبه الجزيرة العربية «المشبح» نسبةً إلى نجوم حزام الجبار التي شبَّهُوهَا بعقد المشبحة. وقد شملت كوكبة الجوزاء القديمة بحسب تصور العرب معظم كوكبة الجبار الحالية بالإضافة إلى جزءٍ من كوكبة التوأمين الحديثة. وقد جاء ذكر الجوزاء كواحدة من كوكبات السماء العربية الثمانية والأربعين في كتاب عبد الرحمن بن عمر الصوفي المُسمَّى صور الكواكب الثمانية والأربعين، وقد أوردها تحت اسمي الجبار والجوزاء، وقال في بداية وصفها:
وقد قال في الكوكبة ابنه «أبو علي حسين بن الصوفي» في كتاب الأرجوزة شعر:
كان رأس الجبار (نجوم «الهقعة» الثلاث) أحد منازل القمر عند العرب القدماء. كما كان العرب يقولون عن الجوزاء (الجبار) أنها تردف الثريا، حيث أن «رَدْف» جرم لجرم آخر تَعني أن الأول أصبح «رَدفاً» للثاني، أي أصبح خلفه. وكان العرب يقولون: «إذا الجوزاءُ أَرْدَفَتِ الثريّا»، وذلك لأَن الجَوْزاء دائماً خَلْف الثريا كالرِّدْف.
وقد سمى العرب القدماء أغلب نجوم كوكبة الجبار بأسماء مختلفة ومتنوّعة مستمدَّة من ثقافتهم، وقد تخيلوا أيضاً عدداً من المجموعات المتفرّعة منها (بعضها مذكور في فقرة التقسيمات الفرعية أعلاه)، ونسجوا حولها القصص والحكايات التي تداولوها فيما بينهم، كما وضعوا عنها الكثير الجزيل من الأشعار والقصائد.

### الإغريق والرومان

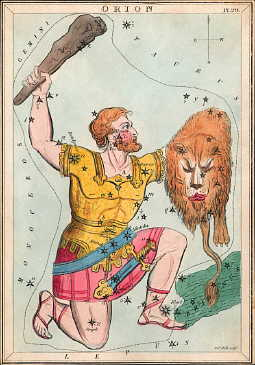
الجبار كما تخيَّله قدماء الإغريق.

اشتقَّ اسم كوكبة الجبار اللاتيني «أورايون» من الميثولوجيا الإغريقية القديمة، التي تُصوِّر الجبار كصيَّادٍ بدائيّ عملاق. تقول الأسطورة أن الجبار كان ابن بوسيدون إله البحر ويوريل ابنة مينوس ملك كريت. وقد منح بوسيدون بحسب الأساطير الجبار القدرة للسير على الماء. تُصوِّر الأوديسة الجبار كصياد عملاق يحمل في يده اليمنى هراوة هائلة وفي اليسرى سيفاً برونزياً.
تربط الأساطير الإغريقية القديمة الجبار بالثريا (الشقيقات السبع)، فبحسب الأسطورة أصبح الجبار يلاحق شقيقات الثريا ووالدتهن دائماً عبر السماء، ويأتي هذا التخيل من حقيقة أن كوكبة الجبار تشرق وتغرب بعد الثريا، فيبدو وكأنها في مطاردة دائمةٍ مع عنقود الثريا بالسماء. ومن باب الرحمة بشقيقات الثريا قام الإله زيوس بعد رجاءٍ من أرتميس بتحويلهنَّ إلى سرب من الحمام، حيث تمكنوا من الهروب من الجبار والطيران إلى السماء، وبعد هذه الحادثة غضبت أرتميس لأنها كانت صديقة للثريا، فقامت بقتل الجبار (مع أن هناك عدة روايات لطريقة موته). وبعد قتله وضعته في السماء بجانب الثريا، حيث ما زال يلاحق الشقيقات السبع المُلاحقة الأبدية.
بحسب روايةٍ أخرى عن موت الجبار، كانت جونو زوجة الإله جوبيتر (المشتري) تكره الرجال المتبجّحين. وقد كان الجبار مغتراً بنفسه، فكان يتغنَّى دائماً بأنه ما من حيوانٍ على وجه الأرض يمكنه إيذاؤه، فقرَّرت أن تلقّنه درساً. قامت جونو بوضع عقرب على الطريق الذي يسلكه الجبار كل يوم للصَّيد، فلدغه العقرب وقتله. وبعد موته، قامت صديقته ديانا إلهة القمر بوضعه في السَّماء تخليداً لذكراه، مع كلبي صيده المخلصين، اللذين أصبحا كوكبتي الكلب الأكبر والأصغر اللَّتين تقعان خلف الجبار مباشرة، إلا أن جونو أصرَّت بالمقابل أن تخلّد ذكرى العقرب أيضاً، فوضعته هو الآخر في السماء، إلا أن جوبيتر لم يقبل بوضع العدوَّين اللدودين - الجبار والعقرب - بجانب بعضهما البعض، بل وضع كلاً منهما على جانبٍ من السماء. وفعلاً، لا تشرق إحدى كوكبتي الجبار والعقرب إلا مع غروب الأخرى، ولا يمكن رؤيتهما في السماء في آن واحد.

### مصر القديمة

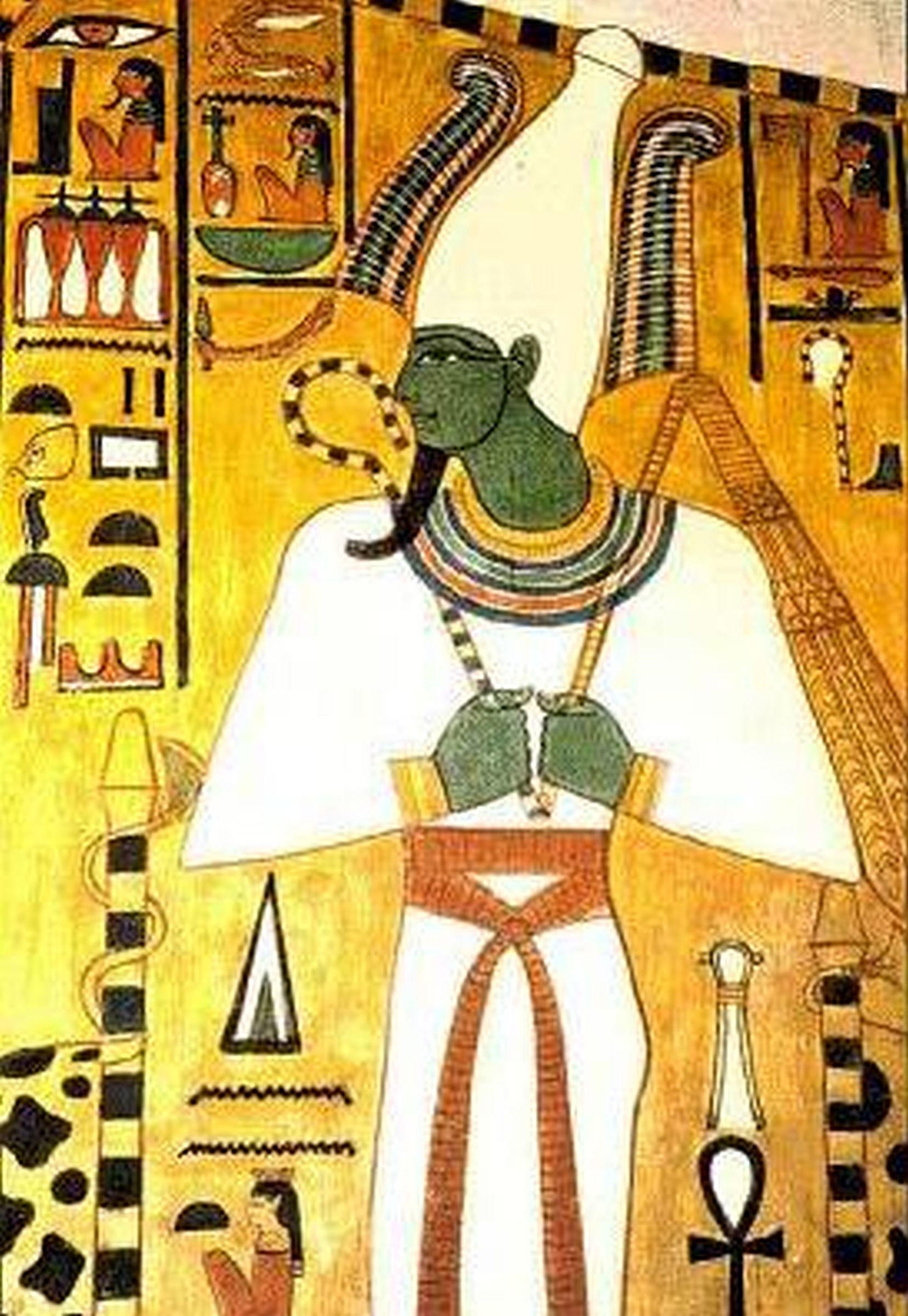
كان يرى المصريون القدماء الجبار على أنه يمثل إلههم أوزيريس.

كان يعرف الجبار في مصر القديمة باسم «ساهو» أو «ساه». كان يُمثِّل الجبار في الأساطير والميثولوجيا المصرية القديمة صورة إله الموت والحياة الثانية أوزيريس، الذي كان يظهر دائماً في رسومات قدماء المصريّين كرجلٍ يحمل على رأسه تاج مصر الأبيض . ويقع هذا التاج بحسب الميثولوجيا فوق ذراع الجبار اليسرى مباشرةً حيث يمثّل كوكبة الثور. وتبدو ذراعا الجبار مرفوعتين كأنه يضع التاج فوق رأسه. وقد تخيَّل المصريون القدماء كوكبة الأرنب على أنها عرشٌ كبيرٌ يجلس عليه ؛ وكان اسمها «كرسي الجبار».
كما مثَّلَ الجبار عند بعض المصريّين القدماء فرعوناً من الأسرة الخامسة اسمه أوناس. وكان أوناس بحسب نصوص الأهرام يكتسب قوَّته عن طريق قتل أعدائه وأكل لحمهم، بل والآلهة نفسها ؛ حيث كان هناك اعتقاد في الأساطير المصرية بأن أكل لحم العظماء ينقل قوَّتهم. وبعد أن اكتسب أوناس هذه القوة أصبح يبحر عبر سماء النهار والمساء، ليُصبِحَ «ساهو» أو الجبار.
تفيد إحدى النظريات بأنَّ الأهرامات المصرية بُنِيت على نسق نجوم حزام الجبار الثلاثة من حيث المواقع (نسبةً إلى المسافات بين نجوم الحزام والحجم (نسبةً إلى لمعان النجوم).

### بلاد الرافدين
أطلق على الجبار في السجلات البابلية القديمة العائدة إلى العصر البرونزي المتأخر اسم «مول سيبا زيانا»، الذي يعني «راعي آنو الحقيقي» أو «راعي الجنة المخلص»، حيث أن «آنو» هو إله الجنة باعتقاد قدماء البابليين، وهذا هو الاسم الذي عُرِفَت به الكوكبة في مجمل بلاد ما بين النهرين القديمة، شاملةً سومر وأكاد[ ؟ ] وبابل. ولاحقاً أصبحت تعرف عند الأكاديِّين باسم «سيتادالو»، حيث تعني «سيتا» السلاح، و«آلو» الثور (كوكبة الثور) الواقع إلى يمين كوكبة الجبار مباشرةً، وقد يعني ذلك ربطاً بين الجبار والثور في اسم «صاحب السلاح المُوجَّه إلى الثور». إلا أن اسم «مول سيبا زيانا» أو «راعي آنو» ظلَّ الاسم السائد لكوكبة الجبار في المنطقة لقرابة ألفي عام، حتى عهد الإمبراطورية البابلية الحديثة في منتصف الألفية الأولى قبل الميلاد.
كانت للسومريين أسطورتهم الخاصَّة حول الجبار، وهي أسطورة جلجامش. بحسب الأسطورة، فإنَّ ملكهم جلجامش - ممثلاً بكوكبة الجبار - يقاتل في معركة ملحمية ثور السماء - ممثلاً بالثور -، وكانوا يطلقون عليه اسم «أورو أن-نا» أي «ضوء السماء»، وأما الثور فقد سمُّوه «غود أن-نا» أي «ثور السماء».
عند الأرمن يُمثِّل الجبار الرجل المعروف باسم «هايك»، وهو بطل أسطوري قديم، كان بحسب الميثولوجيا الأرمنية مؤسس مملكة الأرمن الأولى في الألفية الثالثة قبل الميلاد. كلمة «هايك» تعني «العملاق»، وبطريقةٍ ما أصبح هايك مرتبطاً بالأسطورة الإغريقية حول الجبار. ومن المحتمل أيضاً أن هايك ليست بالواقع إلا الترجمة الأرمنية لاسم «أورايون» الإغريقي الوارد في الأساطير اليونانية.

### آسيا القديمة

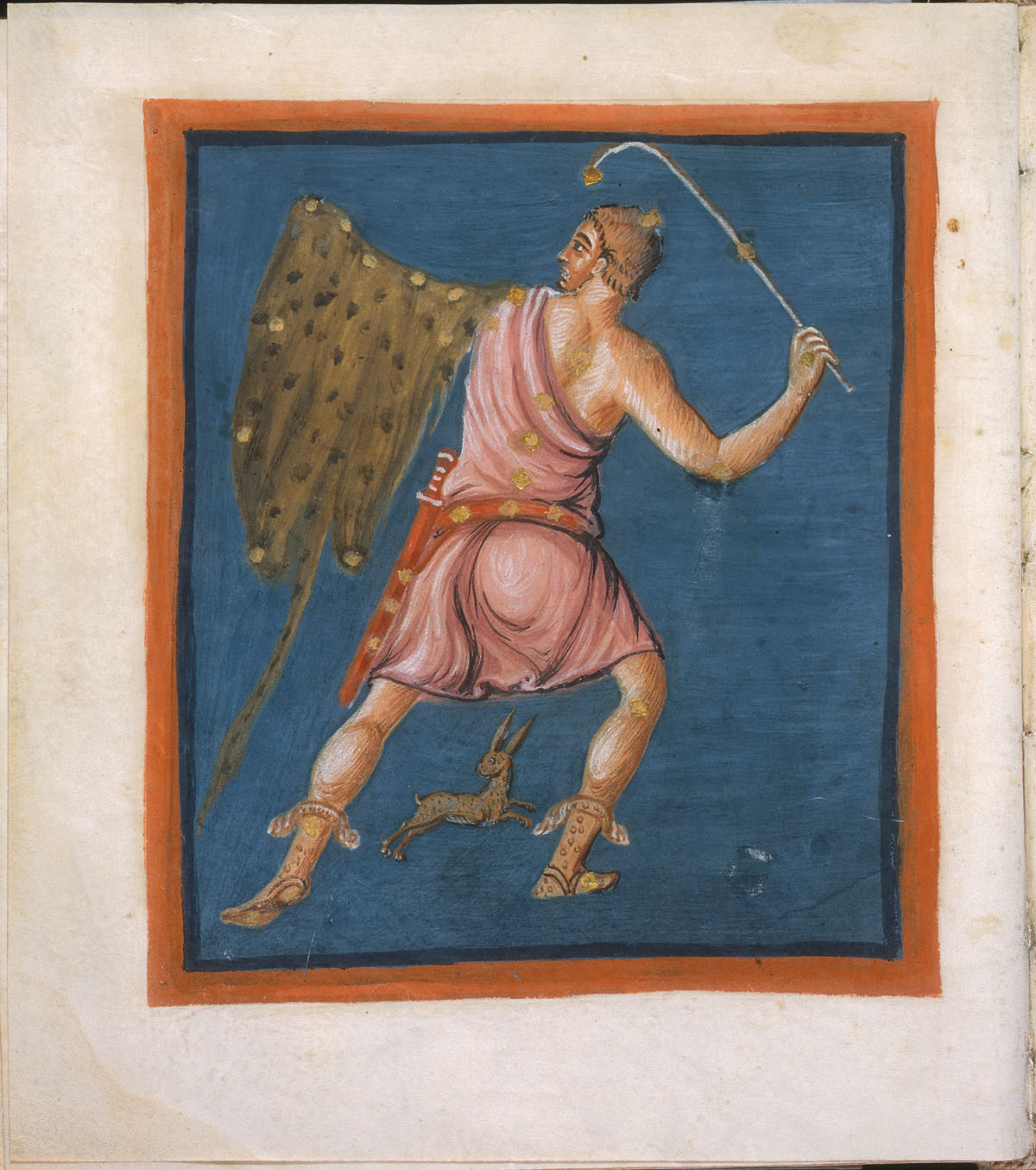
الجبار والأرنب.

يذكر الكتاب المقدس الجبار ثلاث مرات باسم «كيسل» (بالعبرية: כסיל)، التي تعني حرفياً «الأحمق»، إلا أن أصل الاسم قد يكون جاء في الواقع من «كيسلف»، اسم الشهر التاسع في التقويم اليهودي. أول ذكر له هو في 9:9 سفر أيوب: «صَانِعُ النَّعْشِ وَالْجَبَّارِ وَالثُّرَيَّا وَمَخَادِعِ الْجَنُوبِ»، والثاني في 38:31 سفر أيوب أيضاً: «هَلْ تَرْبِطُ أَنْتَ عُقْدَ الثُّرَيَّا أَوْ تَفُكُّ رُبُطَ الْجَبَّارِ؟»، والثالث في 5:8 سفر عاموس: «الَّذِي صَنَعَ الثُّرَيَّا وَالْجَبَّارَ وَيُحَوِّلُ ظِلَّ الْمَوْتِ صُبْحاً وَيُظْلِمُ النَّهَارَ كَاللَّيْلِ».
وخلال الألفية الثانية قبل الميلاد كانت لدى شعب الحيثيين في تركيا أساطيرهم الخاصة حول الجبار، حيث كان يُمثِّل عندهم صياداً أسطورياً معروفاً اسمه أقهات. وقد أحبته إلهة الحرب أنات، فطلبت منه إعطاءها قوسه، إلا أنه رفض ذلك، فأرسلت من يسرقه لها، إلا أن الرجل الذي أرسلته أساء فهم المهمة المطلوبة منه، فقتل أقهات ورمى قوسه في البحر. ولهذا السبب - بحسب الأسطورة - تغيب كوكبة الجبار تحت الأفق لشهرين كل سنة خلال فصل الربيع.
كانت كوكبة الجبار واحدةً من 28 منزلاً للقمر في علم الفلك الصيني القديم، كان يسمى الواحد منها «سِيْو». وقد كانوا يُطلقون على الكوكبة اسم «شن» الذي يعني الثلاثة، وربَّما كان ذلك إشارةً إلى حزام الجبار. وقد كان يعني المقطع الصيني 參 (بينيين: شين) بالأصل كوكبة الجبار، حيث كان شكله المستعمل في عهد مملكة شانغ قبل ثلاثة آلاف سنة يمثّل نجوم حزام الجبار الثلاثة فوق رأس رجل.
يُسمِّي الريجفدا كوكبة الجبار «مريغا»، التي تعني بلغته حيوان الأيل.
كان لكوكبة الجبار وجودٌ كبيرٌ في علم الفلك الياباني القديم، وخصوصاً حزامه الذي استرعى اهتمام الفلكيّين بشكلٍ خاص، حيث كان له تأثير عظيم على الثقافة اليابانية، وكان يُطلَق عليه «ميتسو بوشي». وتسمى الكوكبة في اليابان اليوم على الأغلب «تسوزومي بوشي»، والتسوزومي هي طبلة يابانية، حيث تخيَّل اليابانيون أن نجمي منكب الجوزاء والمرزم يشكّلان أحد وتريها فيما يشكّل نجما رجل الجبار وسيف وترها الآخر، وأما نجوم الحزام فهي الرّباط المستخدم لشدّ الوترين إلى الوسط.

### مناطق أخرى

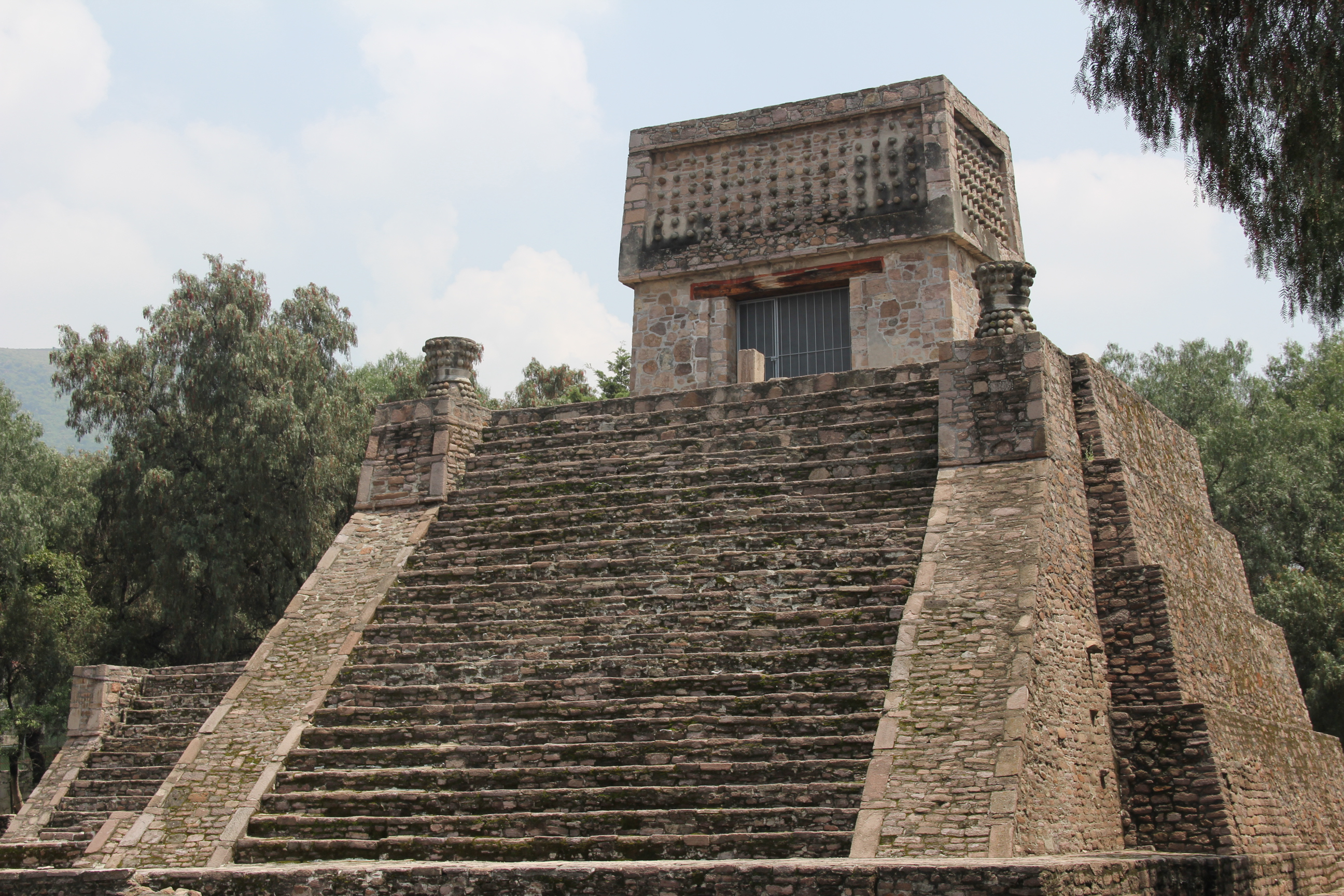
أقام قدماء الأزتك احتفالاتٍ عند شروق الجبار لاعتقادهم أنَّ ذلك سيؤجّل نهاية العالم.

كان يمثل الجبار عند المجريين القدماء رامياً أو جزاراً سحرياً. وبحسب الأساطير التي أعيد اكتشافها حديثاً فقد كان اسمه نمرود (بالمجرية: Nimród)، حيث كان أكبر الصيادين ووالد التوأم الأسطوري المجري «هونور» و«ماغور». وبحسب تخيل المجريين، تمثل النجوم الواقعة إلى يمين الجبار القوس أو المنجل الذي يحمله في يده، وأما حزام الجبار فيعرف بـ«عصا الحكم». أما في الأساطير الإسكندنافية فقد كانت الكوكبة تمثّل الإلهة فريا، فيما كانت تسمى نجوم حزام الجبار «مغزل فريا» أو «مغزل فريغ».
كانت تعرف نجوم حزام الجبار في جنوب أفريقيا بـ«الملوك الثلاثة» أو «الأخوات الثلاث». وأما في إسبانيا وأمريكا اللاتينية فهم يُسَمُّون "Las Tres Marías"، أي «الماريات الثلاث». فيما كان الأزتك القدماء في أمريكا الوسطى يُسمُّون نجوم سيف وحزام الجبار «أخدود النار»، وقد كانت تترافق مع شروقه إقامة مراسم واحتفالاتٍ للنار، حيث كانوا يعتقدون أن ذلك يؤجّل نهاية العالم. كما كان شعب سيري في شمال غرب المكسيك يسمّي نجوم الحزام «هابج» أي «الصياد»، وأطلقوا على نجومه الثلاثة «هاب» (الأيل العنيد) و«هاموجا» (قرن الوعل) و«موجيت» (كبش الجبال الصخرية). وهاب هو أوسطهم، حيث أصابه الصياد، لذلك نزف دمه على جزيرة تيبورون المكسيكية.
كان يعرف الجبار في أستراليا باسم «الِقدر»، وقد عرفه شعب يونغلو في شمال أستراليا باسم «دجولبان». ومن أسباب اختلاف التصور التقليدي للجبار في الثقافة الأسترالية القديمة عن الثقافات الأخرى أنه يظهر منها مقلوباً رأساً على عقب، لكونها في نصف الكرة الأرضية الجنوبي، فلا يبدو الجبار كرجلٍ واقف ولا سيفه كنصلٍ يتدلَّى. تقول أسطورة شعب اليونغلو حول الجبار أنه كان ثمة ثلاثة إخوة من نادي السمكة الملكة يصطادون، ولأنهم من نادي السمكة الملكة فإنه يُحرَّم عليهم أكلها بحسب قانون النادي، فيعيدونها إلى المياه في كل مرة. لكن لم يحصل الإخوة إلا على الأسماك الملكة، وفي النهاية جاع أحدهم كثيراً فقرر كسر القانون، وهنا غضبت سيدة الشمس فرفعت الإخوة الثلاثة إلى السماء، وأصبح هؤلاء هم نجوم حزام الجبار.
وفي قصة سيد الخواتم الخيالية للكاتب ج. ر. ر. تولكين، تُسمَّى كوكبة الجبار في عالم الأرض الوسطى «مينيلفيغور»، وهي تعني بلغة سندارين الإلفية «حامل السيف في السماء».

## اقرأ أيضاً
- قائمة أسماء النجوم العربية
- منكب الجوزاء
- رأس التوأم المؤخر
- حزام الجبار
- المرزم (نجم)
- الميسان (نجم)
- في في الملتهب
- في واي الكلب الأكبر
- 25 جبار
- الطاووس (كوكبة)